# José Carlos Aguilera
José Carlos Aguilera (Madrid, 28 d'abril de 1848 - Madrid, 25 de novembre de 1900), Marqués de Benalua, gran d'Espanya va ser un prominent alacantí.
Va néixer a Madrid, segon fill de Carlos Gaspar de Aguilera y Santiago de Perales, i María Josefa de Aguilera y Becerril. El 17 de maig del 1874 es va casar amb l'alacantina Enriqueta Waring i Hernández de Tejada. Van tenir una filla, María del Rosario Aguilera i Waring, V Marquesa de Benalua. Va viure molts anys a la ciutat d'Alacant. El 1880 va impulsar la conducció d'aigua des de l'Alcoraia fins a Alacant segons un projecte tècnic de Pasqual Pardo i Gimeno que consistia en un canal de deu quilòmetres que portava l'aigua per gravetat des d'aquelles fonts fins a uns dipòsits construïts a Sant Blai. Com a president de la companyia «Los Diez Amigos», va ser el promotor el 1882 de la creació del barri de Benalua i de la primera línia de tramvia per connectar-lo amb el centre, dissenyats per l'arquitecte Josep Guardiola i Picó. Va donar el seu nom de marqués al barri, i el seu cognom a una de les avingudes més importants de la ciutat.
Un dels centres educatius de la seva ciutat d'adopció porta el seu nom.